# Mittag-Leffler-Institut

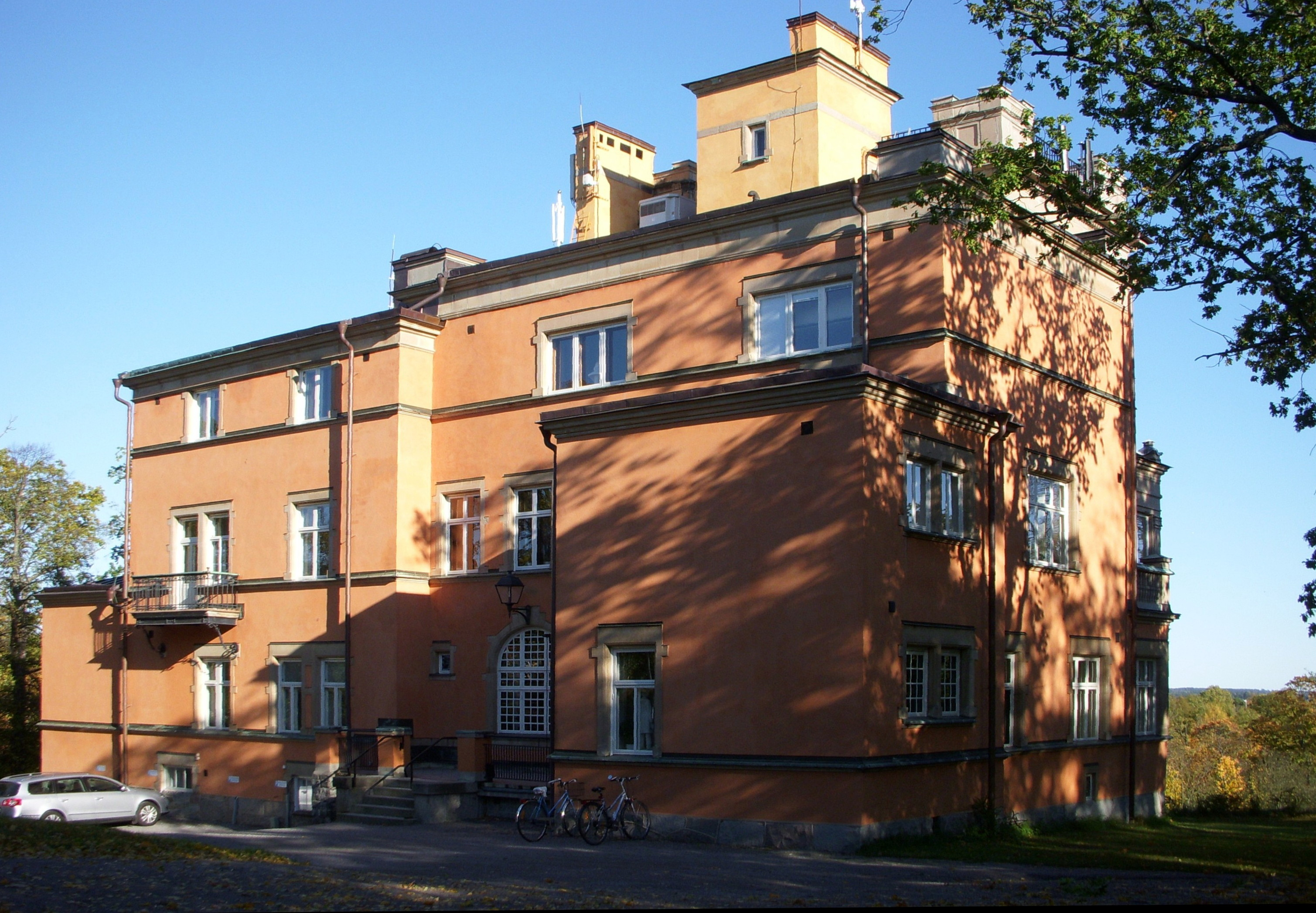
Die"Villa Mittag-Leffler" in Djursholm (2008)

Das Mittag-Leffler-Institut der Königlich Schwedischen Akademie der Wissenschaften in Stockholm ist ein Forschungsinstitut für Mathematik. Es wurde 1916 von Gösta Mittag-Leffler gegründet, der (zusammen mit seiner Frau Signe) dafür seine Villa (aus den Jahren 1890 bis 1906, mit Park und Zusatzgebäuden) und seine mathematische Forschungsbibliothek zur Verfügung stellte. Seit 1919 ist es der Schwedischen Akademie angegliedert, in seiner Leitung aber weitgehend unabhängig.
Mittag-Leffler hatte Ende des 19. Jahrhunderts und Anfang des 20. Jahrhunderts eine wichtige Rolle in der internationalen Mathematikergemeinde, unter anderem als Gründer der Acta Mathematica (1882) und wegen seiner guten Verbindungen sowohl zu französischen als auch zu deutschen Mathematikern. 
Mittag-Leffler war ein wohlhabender Geschäftsmann und konnte zunächst ausreichende Mittel zur Verfügung stellen, nach einem Börseneinbruch 1922 schwanden aber die Mittel, und bei Mittag-Lefflers Tod 1927 waren er selbst und das Institut bankrott. Zunächst wurde das Institut danach von Torsten Carleman geleitet, der in der Villa wohnte und Professor an der Universität war. Das Institut bestand damals im Wesentlichen nur aus der Bibliothek. Auch nach dem Tod von Carleman 1949 änderte sich nicht viel, bis es von Lennart Carleson 1969 wiederbelebt wurde. Mit finanzieller Unterstützung der Wallenberg Stiftung und von Versicherungskonzernen wurde das Institut ausgebaut. Carleson war bis 1984 der Direktor. 
Direktor war bis 2010 Anders Björner, Professor für Mathematik (und Spezialist für Kombinatorik) an der Königlich Technischen Hochschule (KTH) in Stockholm. Seit 2011 ist Ari Laptev Direktor.
Das Institut widmet sich jedes Jahr oder über ein Semester einem mathematischen Spezialgebiet und lädt dazu führende Wissenschaftler zusammen mit solchen aus Skandinavien ein. Sie verstehen sich als Forschungsinstitut für die gesamten skandinavischen Länder und wird auch aus Dänemark und Norwegen unterstützt.
Das Institut gibt neben den Acta Mathematica die Zeitschrift Arkiv för Matematik (gegründet 1903) heraus.
Der Sitz des Instituts ist in Djursholm (Auravägen 17), einem Vorort 10 km nordöstlich des Zentrums von Stockholm.